# Les Rendez-vous bourgeois

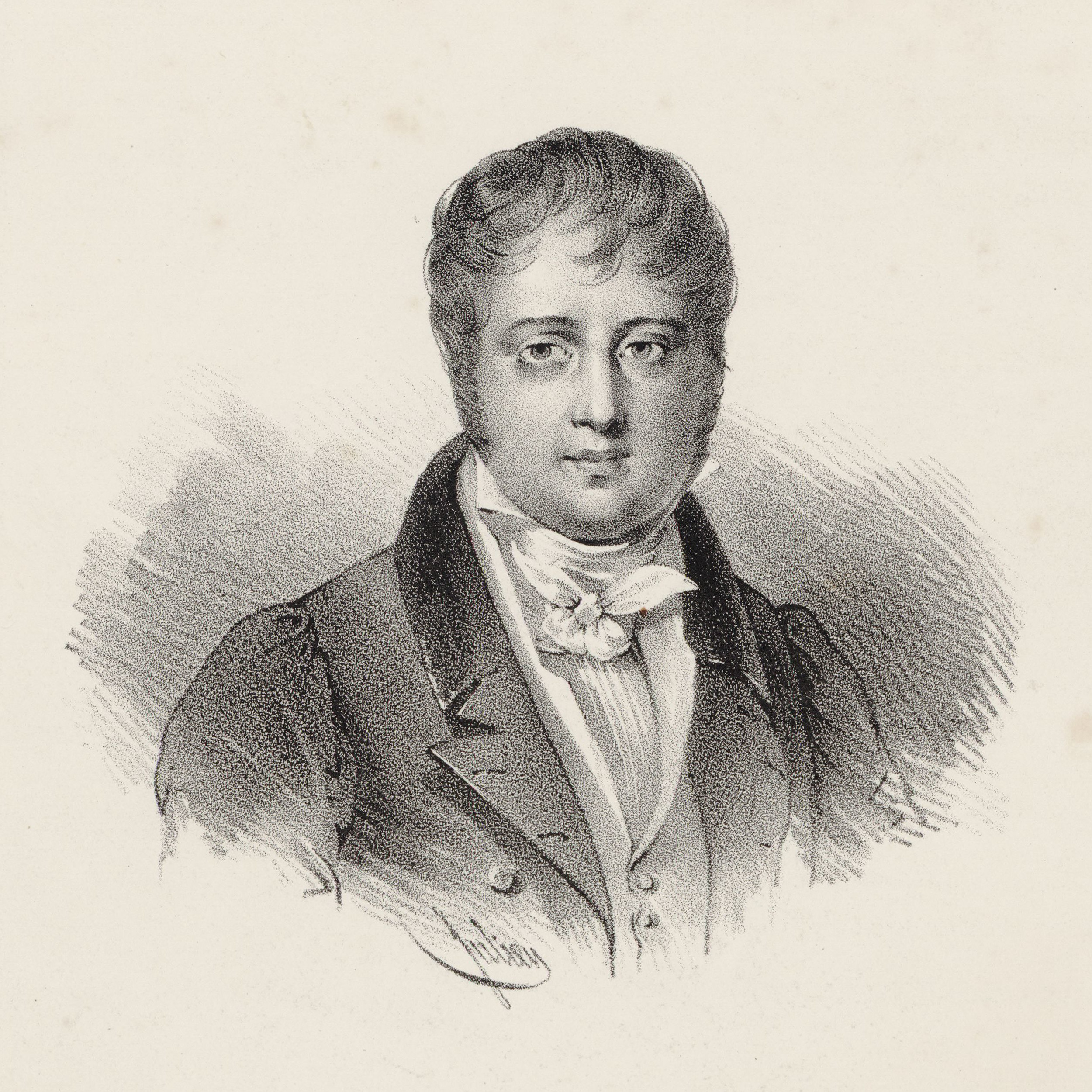
Ici, Nicolas Isouard. Compositeur Franco-Maltais ayant composé "Les rendez vous bourgeois".

Les Rendez-vous bourgeois est un opéra bouffon en un acte composé par Nicolas Isouard sur un livret de  François Benoît Hoffmann, en forme d’opéra-comique intégrant des passages dialogués entre les parties musicales. L’œuvre fut créée à la Salle Feydeau de  l’Opéra-Comique à Paris le 9 mai 1807. 
Cette œuvre fut régulièrement intégrée au répertoire de l'Opéra-Comique et fut représenté à 760 reprises jusqu’aux années 1930. La partition comporte une ouverture et dix  parties  vocales.
Une  fois  dans le domaine public, l’œuvre intégra les répertoires des Bouffes-Parisiens et du Théâtre de la Gaîté, alors Théâtre de la Renaissance à partir du 11 mars 1879 pour 25 représentations, avec Jean-François Berthelier dans le rôle de Bertrand, Jane Hading dans le rôle de Charles et Mily-Meyer pour Louise.

## Distribution
| Rôle                                  | Voix          | Distribution de la création,, 9 May 1807          |
| ------------------------------------- | ------------- | ------------------------------------------------- |
| Julie, servant de Reine et Louise     | mezzo-soprano | Jeanne-Charlotte Schrœder, dite 'Mme Saint Aubin' |
| Reine, fille de Dugravier             | soprano       | Desirée Péllet                                    |
| Louise, nièce de Dugravier            | soprano       | Marie-Lucile Moreau                               |
| Dugravier, négociant en bois retraité | basse         | Antoine Juillet 'père', dit M. Juliet(te)         |
| Jasmin, valet, amoureux de Julie      | baryton       | Jean-Pierre Moreau                                |
| Charles, amant de Louise              | ténor         | Paul Dutreck dit'Paul'                            |
| Bertrand, valet de Dugravier          | ténor         | Paul Lesage                                       |
| César, amant de Reine                 | ténor         | Auguste Huet                                      |

## Résumé
L'action se déroule en 1807 dans le salon d'une maison de campagne, près de la forêt de Bondy. Dugravier vit avec sa fille Reine, sa nièce Louise et ses domestiques Julie et Bertrand. Ce dernier est amoureux de Julie mais elle préfère Jasmin, un valet de chambre travaillant  dans une maison voisine, de passage dans la maison des Dugravier. Dugravier décide d'aller à Paris avec Bertrand pour négocier  les mariages pour Reine et Louise avec les fils de deux riches messieurs. Ils partent à la tombée de la nuit, à travers la forêt ravagée par les bandits. Après le départ de Dugravier, Louise confie à Julie qu’elle a un amant, Charles, avec qui elle a un rendez-vous  ce même soir, tandis que Reine avoue qu’elle aussi doit rencontrer son propre César. Charles, César et Jasmin se cachent  lorsque Dugravier revient  incidemment et  qui affirme avoir rencontré des brigands sur son chemin. Les trois jeunes hommes s'échappent alors par une fenêtre mais reviennent peu de temps après, affirmant avoir combattu des bandits imaginaires. Ils se présentent comme les deux fils des Parisiens et Dugravier accepte avec reconnaissance les trois mariages.